# Ngày thanh trừng (phim 2013)
Ngày thanh trừng (tên tiếng Anh: The Purge) là một bộ phim kinh dị Mỹ năm 2013 được viết và đạo diễn bởi James DeMonaco. Bộ phim có sự tham gia của Ethan Hawke, Lena Headey, Adelaide Kane và Max Burkholder trong vai các thành viên của một gia đình đang gặp nguy hiểm bởi một băng nhóm giết người trong cuộc thanh trừng hàng năm, một đêm mà mọi tội ác, kể cả giết người, đều tạm thời hợp pháp.
Ngày thanh trừng được ra mắt thế giới tại Liên hoan phim Stanley vào ngày 7 tháng 5 năm 2013 và được phát hành tại Hoa Kỳ vào ngày 7 tháng 6 năm 2013, bởi hãng Universal Pictures. Bộ phim đã thu về 89 triệu đô la so với kinh phí là 3 triệu đô la. Nó nhận được nhiều ý kiến trái chiều từ các nhà phê bình, với nhiều lời khen ngợi về diễn xuất, phong cách làm phim và các cảnh hành động, nhưng chỉ trích về sự sáo rỗng trong kịch bản của nó.
Đây là phần đầu tiên trong loạt phim Ngày thanh trừng gồm 5 phần.

## Cốt truyện
Năm 2014, NFFA - Những Người Sáng Lập Mới Của Mỹ, một đảng chính trị mới, được thành lập sau một sự sụp đổ kinh tế của Mỹ. Họ thông qua và ban hành một đạo luật mang tên The Purge "Cuộc thanh trừng" được tổ chức hàng năm. Nó diễn ra 12 tiếng mỗi năm, trong sự kiện này tất cả các tội ác bao gồm giết người, đốt phá, trộm cắp và hãm hiếp đều được hợp pháp hóa trong thời gian diễn ra sự kiện này. Tất cả các dịch vụ khẩn cấp đều sẽ bị dừng hoạt động cho đến khi "Cuộc thanh trừng" kết thúc, "Cuộc thanh trừng" áp dụng cho tất cả mọi người dân trên đất nước Mỹ trừ các quan chức chính phủ, đặc biệt là NFFA. Đến năm 2022 nhờ Đạo luật Cuộc thanh trừng, Hoa Kỳ đã trở nên gần như không có tội phạm và tỷ lệ thất nghiệp đã giảm xuống 1%.
James Sandin trở về nhà trong một cộng đồng giàu có ở Los Angeles để chờ đợi "đêm thanh trừng" cùng với vợ Mary và các con của họ, Zoey và Charlie. Gia đình của họ được đảm bảo rằng hệ thống an ninh do công ty của James sản xuất sẽ giữ an toàn cho họ. Trong khi gia đình chờ đợi bắt đầu cuộc thanh trừng, Zoey gặp bạn trai Henry, một chàng trai lớn tuổi mà James không thích vì anh cho rằng Henry quá già đối với con gái mình. Sau đó, James cho bật hệ thống an ninh và cuộc thanh trừng bắt đầu.
Zoey trở về phòng và bất ngờ thấy Henry, anh ta đã quay lại trước khi hệ thống an ninh được bật và nói rằng anh dự định nói chuyện với cha cô về mối quan hệ của họ. Trong khi đó, Charlie đang theo dõi các máy giám sát an ninh và thấy một người đàn ông bị thương đang kêu cứu. Charlie tạm thời vô hiệu hóa hệ thống để cho phép người đàn ông vào nhà. James thấy hệ thống bị vô hiệu hóa liền chạy nhanh đến để mở lại hệ thống và bắt giữ người đàn ông. James và người đàn ông bắt đầu một cuộc đấu súng. Henry bất ngờ đi xuống cầu thang và rút súng bắn James, nhưng James bắn trả, làm Henry bị thương nặng. Trong lúc hỗn loạn, người đàn ông biến mất và lẫn trốn.
Thông qua các camera giám sát, gia đình Sandin chứng kiến một nhóm người đeo mặt nạ với đầy đủ những món vũ khí nguy hiểm như súng, mã tấu, đi đến bãi cỏ phía trước. Kẻ lãnh đạo của băng nhóm cảnh báo họ rằng nếu gia đình của James không giao trả người đàn ông thì sẽ dẫn đến cuộc tấn công vào nhà của họ. Mary nói James rằng anh không cần phải trao trả người đàn ông cho họ vì hệ thống an ninh có thể bảo vệ ta không đám người đeo mặt na. Nhưng James đã thừa nhận rằng hệ thống sẽ không thể chống lại một cuộc tấn công dữ dội của đám người đeo mặt nạ. Và gia đình James bắt buộc phải tìm người đàn ông và đưa anh ta cho băng đảng thanh trừng bên ngoài, nhưng sau khi bắt được người đàn ông, họ nhận ra họ đang làm những điều không tốt. Họ quyết định thả cho người đàn ông, và tự vệ trước băng đảng.
Khi thời gian đàm phán giữa James và nhóm người thanh trừng kết thúc, băng đảng ấy sử dụng dây xích gắn vào một chiếc xe tải để xé lớp kim loại bảo vệ ra khỏi cửa trước và tấn công ồ ạt vào căn nhà. James chiến đấu với một khẩu súng ngắn và giết chết nhiều thành viên băng đảng trước khi anh ta bị thủ lĩnh đâm. Charlie xem các camera giám sát và thông báo rằng những người hàng xóm xung quanh đang rời khỏi nhà của họ. Những người hàng xóm tiến vào căn nhà áp đảo và giết chết các thành viên còn lại băng đảng thanh trừng. Mary bị bắt và làm nhục bởi hai người thanh trừng. Trước khi họ có thể kết liễu cô ta, họ bị gia đình hàng xóm giết chết. Thủ lĩnh băng đảng xuất hiện trở lại, vung một khẩu súng ngắn để giết gia đình hàng xóm, nhưng bị bắn chết bởi Zoey, người đang cầm khẩu súng ngắn của Henry. James đau đớn vì vết thương và chết trước mặt Mary, Zoey và Charlie, khiến họ rơi nước mắt.
Mary cảm ơn gia đình hàng xóm đã hỗ trợ họ, nhưng một trong số người hàng xóm, Grace Ferrin, đã tiết lộ sự căm ghét của họ đối với gia đình Sandin do sự giàu có của họ. Họ trói Mary, Charlie và Zoey bằng băng keo, kéo họ ra hành lang để giết họ, nhưng khi những người hàng xóm chuẩn bị giết người thì người đàn ông mà Charlie cứu trước đó đã xuất hiện. Anh ta bắn chết một người hàng xóm và bắt giữ Grace làm con tin, buộc nhà hàng xóm phải giải thoát Mary, Zoey và Charlie. Mary ngăn người lạ giết chết những người hàng xóm khác và quyết định rằng tất cả họ sẽ đợi chờ thời gian còn lại của Cuộc thanh trừng mà không có bất kỳ tội ác nào xuất hiện nữa.
Sáng hôm sau, trong vài phút cuối cùng của Cuộc thanh trừng, Mary, Grace, người đàn ông và những hàng xóm khác ngồi chờ trong phòng khách. Còn Charlie và Zoey thì đang thương tiếc cái chết của James, Grace cố gắng lấy một khẩu súng ngắn từ Mary để giết cô; nhưng Mary đã nhanh chóng lấy lại khẩu súng ngắn, rồi cô đập mặt Grace xuống cái bàn kính và tức giận ra lệnh chấm dứt bạo lực. Mary ra lệnh cho Grace và những người hàng xóm ra khỏi nhà khi tiếng còi báo động vang lên, báo hiệu kết thúc cuộc thanh trừng. Sau khi những người hàng xóm đi về, Mary cảm ơn người đàn ông lạ đã giúp đỡ và anh ta chúc may mắn cho gia đình Sandin khi anh ta để lại khẩu súng phía sau mà anh ta đang sử dụng.
Trong các báo cáo tin tức được phát sóng, chính phủ tuyên bố rằng cuộc thanh trừng năm nay là cuộc thanh trừng thành công nhất từ lúc bắt đầu đến nay. Các đài phát sóng khác cho rằng thị trường chứng khoán đang bùng nổ do doanh số bán vũ khí và hệ thống an ninh khổng lồ. Giọng nói của một người đàn ông vang lên nói về sự mất lòng yêu nước của anh ta sau cái chết của những đứa con trai đêm hôm trước.

## Nhân vật

### Gia đình Sandin
| Diễn viên      | Vai diễn       |
| -------------- | -------------- |
| Ethan Hawke    | James Sandin   |
| Lena Headey    | Mary Sandin    |
| Adelaide Kane  | Zoey Sandin    |
| Max Burkholder | Charlie Sandin |

### Gia đình Hàng xóm
| Diễn viên      | Vai diễn      |
| -------------- | ------------- |
| Arija Bareikis | Grace Ferrin  |
| Dana Bunch     | Ông Ferrin    |
| Chris Mulkey   | Ông Halverson |
| Tisha French   | Bà Halverson  |
| Tom Yi         | Ông Cali      |

### Băng đảng Thanh trừng
| Diễn viên          | Vai diễn                          |
| ------------------ | --------------------------------- |
| Rhys Wakefield     | Kẻ lãnh đạo nhóm Thanh trừng      |
| John Weselcouch    | Kẻ làm gián đoạn ngày thanh trừng |
| Alicia Vela-Bailey | Nữ nhân kỳ dị                     |
| Aaron Kuban        | Kẻ thanh trừng                    |
| Boima Blake        | Kẻ thanh trừng                    |
| Nathan Clarkson    | Kẻ thanh trừng                    |
| Chester Lockhart   | Kẻ thanh trừng                    |
| Tyler Osterkamp    | Kẻ thanh trừng                    |
| RJ Wolfe           | Kẻ thanh trừng                    |
| Trazariah Shell    | Kẻ thanh trừng                    |
| Thomas Fuentelzar  | Kẻ thanh trừng                    |

### Những nhân vật khác
| Diễn viên       | Vai diễn                                  |
| --------------- | ----------------------------------------- |
| Edwin Hodge     | Người đàn ông lạ mặt                      |
| Tony Oller      | Henry                                     |
| Cindy Robinson  | Hệ thống Phát thanh Khẩn cấp (lồng tiếng) |
| Karen Strassman | Phát thanh viên                           |
| Peter Bzovdas   | Tiến sĩ Peter Buynak                      |

## Phát hành
Bộ phim được công chiếu lần đầu tiên tại Liên hoan phim Stanley vào ngày 2 tháng 5 năm 2013 và được phát hành lần đầu tại các rạp chiếu phim ở Hoa Kỳ vào ngày 7 tháng 6 năm 2013

### Phương tiện truyền thông gia đình
Ngày thanh trừng được phát hành trên DVD và Blu-ray Disc vào ngày 8 tháng 10 năm 2013

## Tiếp nhận[4]

### Đánh giá
Rotten Tomatoes phê duyệt bộ phim với 40% dựa trên 151 đánh giá. Các nhà phê bình của các trang web đồng loạt cho rằng "Ngày thanh trừng là một câu chuyện ngụ ngôn xã hội, nó cố gắng đưa ra một quan điểm thông minh, nhưng cuối cùng lại phá hủy, đổi thành bạo lực và những sáo rỗng mệt mỏi." Bộ phim giữ số điểm 41/100 trên Metacritic, dựa trên 33 nhà phê bình.
Trên io9, Charlie Jane Anders đã mô tả bộ phim như là "một kiến thức chính trị vụng về và khó hiểu ở dạng phim". Entertainment Weekly đã cho Ngày thanh trừng điểm B−.

### Phòng vé
Trong tuần đầu tiên, bộ phim đã đứng đầu phòng vé với 16,8 triệu đô la vào ngày công chiếu và 34,1 triệu đô la trong cuối tuần. Nó kiếm được 64,5 triệu đô la trong nước và 24,9 triệu đô la tại các nước khác, với tổng số doanh thu là 89,3 triệu đô la trên toàn thế giới, với ngân sách sản xuất là 3 triệu đô la.

## Phần tiếp theo
Do thành công về mặt doanh thu của phần phim đầu tiên, phần tiếp theo, The Purge: Anarchy (tựa Việt: Ngày thanh trừng: Hỗn loạn) đã được phát triển tiếp tục bởi hãng Universal và Blumhouse. Nó được phát hành trên toàn thế giới vào ngày 18 tháng 7 năm 2014 và lấy bối cảnh vào năm 2023, một năm sau bộ phim đầu tiên. Edwin Hodge (thủ vai Người đàn ông lạ mặt) là nhân vật duy nhất xuất hiện trở lại.